# 张政文
张政文（1960年10月—），男，山东济阳人，1990年8月加入中国共产党，教育家、文学研究家。

## 生平
1983年，毕业于南京师范大学，1988年在山东大学获硕士学位。2003年，获山东大学文学院博士。曾任黑龙江大学党委副书记、校长。2019年4月，出任中国社会科学院大学（研究生院）党委常务副书记、中国社会科学院大学校长，中国社会科学院研究生院副院长。